# Masivul Ghițu

Masivul Ghițu

Masivul Ghițu face parte din ramura sudică a prelungirilor munților Făgăraș alături de masivele Cozia și Frunții.  Este delimitat de Valea Limpedei (afluent pe stânga al Râului Argeș) la vest, Valea Vâlsanului la est, depresiunea Moliviș la nord și de Subcarpații Argeșului (mai exact, Dealul Chiciora) la sud.  Din punct de vedere geologic este format din roci sedimentare (gresii) și roci metamorfice (gnaise).  Înăltimea maximă este atinsă în vârful Ghițu (cunoscut și ca Ghițu Mare sau Ghițu Brădet), cu 1.622 m. 
În imediata apropiere a Masivului Ghițu se înalță muntele Albina delimitat la est de valea Limpedei, la nord de depresiunea Moliviș, la vest de cheile râului Argeș, iar la sud de munceii Argeșului.  Înălțimea maximă este atinsă în vârful Albina, cunoscut și ca Acul Albinei cu 1372 m. 